# Ciepły Dół
Ciepły Dół – część wsi Polska Cerekiew w Polsce, położona w województwie opolskim, w powiecie kędzierzyńsko-kozielskim, w gminie Polska Cerekiew.
W latach 1975–1998 Ciepły Dół administracyjnie należał do ówczesnego województwa opolskiego.

## Toponimia
Miejscowość była wzmiankowana m.in. w formach Warmental (1743), Czeplidul, Warmenthal (1783), Warmental, Czeplydoll (1783). Nazwa pochodzi od niemieckich wyrazów warm ‘ciepły’ i Tal ‘dolina’. Drugi człon nazwy został przetłumaczony na język polski jako dół, a nie dolina.
Niemiecka nazwa Warmenthal została oficjalnie zastąpiona polską nazwą urzędową Ciepły Dół 13 maja  1949 roku.